# Vojtěch Jílek
Vojtěch Jílek (14. dubna 1908 Bystrc – 30. září 1941 Brno) byl československý lékař, sportovec a náčelník Orla, během druhé světové války člen domácího odboje, který byl v září 1941 popraven v Kounicových kolejích v Brně.

## Biografie
Vystudoval Lékařskou fakultu Masarykovy univerzity. V červnu 1934 byl prohlášen doktorem veškerého lékařství. V roce 1935 vykonal s vyznamenáním fyzikátní lékařskou zkoušku. Poté byl více než rok sekundárním lékařem v divizní nemocnici, působil také jako šéflékař u polní střelnice v Moravských Knínicích. Po skončení vojenské prezenční služby se stal sekundárním lékařem Zemské nemocnice v Brně. V lednu 1938 přijal místo smluvního zdravotního úředníka u rady města Brna. V březnu 1939 se měl stát definitivním úředníkem. V červenci 1940 byl pro výrazně český postoj vyštván z fyzikátu města Brna a na jeho místo byl dosazen Němec. Po sňatku 26. prosince 1939 si otevřel vlastní ordinaci. V srpnu 1940 jeho manželka onemocněla poliomyelitidou, v prosinci 1940 se manželům narodil syn Jiří.
Dne 15. května 1941 byl zatčen ve své ordinaci. Důvodem byla jeho odbojová činnost. Byl členem zemského civilního vedení Obrany národa v Brně, vedoucím orelského odboje proti nacismu na území Protektorátu Čechy a Morava, náčelníkem Čs. Orla.
Po říjnu 1938 se zapojil do úsilí o obnovení republiky v původních hranicích. Svých mezinárodních kontaktů využíval i pro zpravodajskou činnost politické skupiny Obrana národa. Odboji dal k dispozici celou ilegální orelskou organizaci. V dubnu 1939 získal s vědomím náčelnické rady spojení na odbojové složky armády. V červenci 1939 podnikl cestu do Varšavy a do Švédska, krytou studiem organizace tělesné výchovy v Polsku a mezinárodním sjezdem severských gymnastů ve Švédsku - Lingiáda. Na zpáteční cestě se setkal v Polsku s Janem Šrámkem a Františkem Hálou, kteří přešli tajně hranice na přání prezidenta Edvarda Beneše. Z této cesty přivezl instrukce od Jana Šrámka pro podzemní orelské hnutí. Na základě těchto instrukcí byla svolána schůze náčelnické rady mužů a župních náčelníků, na které se všichni spontánně přihlásili ke spolupráci v odbojovém hnutí.
Při první vlně poprav v Brně za tehdejšího stanného práva byl 30. září 1941 v Kounicových kolejích zastřelen za odbojovou činnost proti nacistickým okupantům.
V roce 1946 byla po něm pojmenována Jílkova ulice v brněnských Židenicích. Také je po něm pojmenována Jílkova ulice v Praze 6-Břevnově.